# Dolac
Dolac je vesnice a přímořské letovisko v Chorvatsku v Šibenicko-kninské župě. Oficiálně nejde o samostatnou vesnici, ale o místní část vnitrozemské vesnice Primošten Burnji v opčině Primošten. Dolac se nachází asi 3 km severně od Primoštenu, 23 km jihovýchodně od Šibeniku a asi 60 km severozápadně od Splitu.
Sousedními letovisky jsou Primošten a Bilo. Nachází se zde několik pláží, jako jsou např. Dolac nebo Rtić.